# Пуэбла
Пуэ́бла (исп. Puebla; испанское произношение — МФА: ˈpweβlaо файле); полное наименование Свободный и Суверенный Штат Пуэбла (исп. Estado Libre y Soberano de Puebla) — одна из 32 федеральных единиц (штат) Мексики. Столица — город Пуэбла.
Площадь штата составляет около 33 919 км².

## Этимология
Название штата происходит от названия столицы — города Пуэбла. У историков имеются две версии относительно происхождения названия города, обе они имеют документальные подтверждения. Согласно первой версии, название произошло от cartas puebla (Письма о заселении), в которых испанские монархи давали разрешение конкистадорам для основания новых городов. Вторая, более вероятная версия гласит о том, что название произошло от имени францисканского священника Хуана де ла Пуэблы, который в Испании занимался подбором миссионеров, сопровождавших конкистадоров, основавших город.

## География и климат
Граничит со штатами Веракрус на востоке, Идальго, Мехико, Тласкала и Морелос на западе, и Герреро и Оахака на юге. Крупнейшими городами являются административный центр штата Пуэбла и город Теуакан и состоит из 217 муниципалитетов. Штат создан 23 декабря 1823 года вокруг города Пуэбла, основанного испанцами в 1530 году для обеспечения торгового пути между Мехико и портом Веракрус.
Один из самых высокогорных штатов Мексики. На территории штата расположены четыре самые высокие точки страны: вулканы Ситлалтепетль (5747 м), Попокатепетль (5500 м), Истаксиуатль (5220 м) и Ла-Малинче (4461 м). Штат лежит на центральном нагорье Мексики между хребтами Сьерра Невада (Sierra Nevada) и Восточной Сьерра Мадре (Sierra Madre Oriental). Большая часть гор принадлежат горным системам Восточная Сьерра Мадре и Трансмексиканский Вулканический Пояс (Eje Neovolcánico). Первая имеет местное название Сьерра Норте дель Пуэбла (Sierra Norte del Puebla), и протягивается в штате с северо-запада, а затем распадается на меньшие цепи Сьерра де Сакапоастла (Sierra de Zacapoaxtla), Сьерра де Уаучинанго (Sierra de Huauchinango), Сьерра де Тесиутлан (Sierra de Teziutlán), Сьерра де Тетела де Окампо (Sierra de Tetela de Ocampo), Сьерра де Чигнауапан (Sierra de Chignahuapan) и Сьерра де Сакатлан (Sierra de Zacatlán). На юге Пуэблы основные возвышенности Сьерра де Атенауакан (Sierra de Atenahuacán), Сапотитлан (Zapotitlán), Ломерио аль Суроесте (Lomerio al Suroeste) и Сьерра де Теуакан (Sierra de Tehuacán). Из штата Веракрус протягивается Сьерра Мадре дель Гольфо (Sierra Madre del Golfo). Природная география штата подразделяется на плато Уастеко (Huasteco), зона Льанурас и Ломериос (Llanuras y Lomeríos), Лагос и Вольканос дель Анауак (Lagos y Volcanes del Anáhuac) расположенные на севере и центре штата и занимающие 50 % площади штата; Чиконкиако (Chiconquiaco), Льянурас и Сьеррас де Керетаро е Идальго (Llanuras y Sierras de Querétaro e Hidalgo) — на востоке и северо-востоке (3 % площади); Кордильера Костера дель Сур (Cordillera Costera del Sur), Миштека Альта (Mixteca Alta) — на западе и юго-западе (2,5 %); Сьеррас и Вальес Герренсес (Sierras y Valles Guerrenses), Сьеррас Сентралес де Оахака (Sierras Centrales de Oaxaca), Сьеррас Орьенталес (Sierras Orientales) — на юге (15 %) и Сур де Пуэбла (Sur de Puebla) — на юго-западе (26 %).
В штате протекают реки, принадлежащие к трём речным бассейнам. Первый бассейн принадлежит реке Атояк (Atoyac), которая берёт начало с ледника гор Алос (Halos), Телапон (Telapón) и Папагайо (Papagayo) и воды реки Сауапан (Zahuapan), протекающей в штате Тласкала. Эта река получает далее притоки — Акатено (Acateno), Атила (Atila), Амакусак (Amacuzac), Молинос (Molinos) и Коетцала (Cohetzala). Эта река течёт на запад, и в конце концов впадает в Тихий океан. Следующий речной бассейн несёт свои воды к Мексиканскому заливу и состоит из рек Пантепек (Pantepec), Касонес (Cazones), Некаха (Necaxa), Лахахальпан (Laxaxalpan), Сан Педро / Сун (San Pedro/Zun), Семпоала (Zempoala), Апулько (Apulco), Седро Вьехо (Cedro Viejo), Сальтерос (Salteros), Мартинес де ла Торре (Martínez de la Torre) и других мелких речек на восточной стороне штата. Третий бассейн основан на большом количестве мелких озёр — источниках чистой воды. Самые известные из них: Чигнауапан (Chignahuapan), Агуа Асуль (Agua Azúl), Амалукан (Amalucan), Сиснакульяс (Cisnaqullas), Гарсикреспо (Garcicrespo), Альмолойя (Almoloya) Ранчо Колорадо (Rancho Colorado), Чапулько (Chapulco), Сан Вернадино (San Bernadino), Лагунас Эпатлан (Lagunas Epatlán), Аютла (Ayutla), Альмолойян (Almoloyan), Альчичика (Alchichica), Пауатлан (Pahuatlán), Лас Минас (Las Minas), Альхохука (Aljojuca) и Текитла (Tecuitlapa).
Климат в штате отличается многообразием по причине резкого перепада высот над уровнем моря. Средняя температура в штате +16 °С, но сильно варьируется. Существует сезон дождей с мая по октябрь, а в среднем осадков выпадает 800 мм. Штат подразделяется на одиннадцать климатических зон. На севере и в центральном регионе преобладает умеренный и полу-дождливый климат со средней температурой +15 °С и 850 мм осадков. Юго-запад имеет жаркий климат со средней температурой +22 °С и 830 мм. На севере также есть зоны с температурой +22 °С и 2250 мм, на юго-востоке полусухой климат с тёплой и умеренной погодой, со средней температурой +22 °С и 550 мм осадков.

## История

### Доиспанский период
Территория штата была одной из первых в современной Мексике заселённой людьми. Большинство ранних поселений были обнаружены в долине Теуакан (Tehuacán), с самым древним из которых около горы Агухереадо (Agujereado) возрастом около 12 000 до н. э. В этом месте были найдены старейшие в мире остатки кукурузы, возраст которых восходит к 1500 до Р. Х. Найденные каменные орудия датируются между 6500 — 4900 до н. э., а доказательства сельскохозяйственной деятельности — 3500 — 2000 до н. э. в таких областях, как Альхохука (Aljojuca), Тотимиуакан (Totimiuacan), Чолула (Cholula) и Исукар (Izucar).
К 900 до н. э. имеются достаточные доказательства возделывания кукурузы, фасоли, тыквы, перца чили и хлопка. Рост городов-государств был отмечен 700 до н. э. В Мезоамериканский период истории территория эта была заселена многочисленными этническими группами. Регионы Акатлан (Acatlán) и часть Чиаутлы (Chiautla) заселяли миштеки. В Тепехи (Tepexi) доминировали пополоки. В центральном районе штата преобладали ольмеки-шикаланки и ацтеки с сильными культурными связями с тольтеками, которые жили в Чолуле (Cholula). Север был заселён тотонаками, масатеками и отоми, чей культурный центр находился в Эль Тахине (El Tajín). В 14 в. н. э. правитель Ноноальки (Nonoalca) Шельуа (Xelhua) господствовал на почти всей территории Пуэблы. В 15 в. здесь господствовали ацтеки, которые властвовали здесь вплоть до испанского нашествия.

### Испанский период
Испанский конкистадор Э. Кортес (Hernán Cortés) вместе со своими туземными союзниками из Веракруса, вступил в этот район в 1519, на пути в Тласкалу. Захват области испанцами был сравнительно лёгким. Многие местные народы находились здесь под господством ацтеков и видели в испанцах своих избавителей. Заметным исключением был город Чолула. Во время переговоров с руководством города Кортесу рассказали о заговоре с целью нападения на него и его спутников, в числе которых было 1000 тлашкальцев — врагов чолуланцев. Тогда 12 октября 1519 Кортес приказал своей армии разгромить город. Чолула был одним из важных городов Мезоамерики, вторым по величине, и вероятно, самым священным. Однако, Кортес воспринимал этот город в качестве крепости, а не религиозным центром. Испанцы захватили и убили многих из местных дворян. После Кортес захватил лидеров Чолулы — Тлакиача (Tlaquiach) и Тлальчиака (Tlalchiac), а затем приказал поджечь город. В своих письмах Кортес заявляет, что его войска и тлашкальцы за три часа убили 3 000 человек и сожгли город. Другой свидетель — Васкес де Тапиа говорил о 30 000 убитых. Это событие ужаснуло тех, кто противостоял испанской агрессии. В 1520, после своего первоначального поражения в Теночтитлане, Кортес основал испанское поселение у Тепеаки (Tepeaca), и взял области Уагечула (Huaquechula) и Ицокан (Itzocan). Многие туземные вожди отдали своих воинов испанцам для завоевания Теночтитлана в 1521, а позднее они пошли с конкистадором П. де Альварадо (Pedro de Alvarado) в Гватемалу.
Местные туземные правительства в ранний колониальный период ещё сохранялись, как субъект испанского права. К их числу относят: Тучпа (Tuchpa), Цикоак (Tzicoac), Мецтитлан (Metztitlán), Тлапакойян (Tlapacoyan), Атотонилько (Atotonilco), Тлатлакитепек (Tlatlaquitepec), Уаштепек (Huaxtepec), Тепеака (Tepeaca), Тлакосаутитлан (Tlacozautitlán), Киаутеопан (Quiauhteopan), Йоальтепек (Yoaltepec), Теотитлан дель Камино (Teotitlán del Camino), Куауточко (Cuautochco) и Коиштлауакан (Coixtlahuacan). Истоки современного штата лежат в основании города Пуэблы в долине Куэтлашкоапан в 1531 Т. де Бенавентой (Toribio de Benaventa) и Х. де Сальмероном (Juan de Salmerón). Город был заложен Э. де Эльгетой (Hernando de Elgueta), когда он выполнил планировку жилых кварталов, торговых площадей и т. д. Город получил печать по королевскому указу в 1532, однако частые наводнения вынудили поселение подвинуться по реке Сан Франсиско и начать всё заново в том же году. Город (а потом и штат) получил герб в 1538.
Пуэбла была основана для обеспечения на маршруте из Мехико в порт Веракруса, и первоначально населённый солдатами и теми, кто зарабатывал сдачей жилья в наём и расходными материалами для поездок между двумя городами. Однако, вскоре он стал экономическим и культурным центром районом между Долиной Мехико и побережьем Мексиканского залива, поскольку он стал отправным пунктом для испанского заселения. Экономика области быстро росла, так как многие европейцы и туземцы решили обосноваться здесь. Начиная с 1524, когда был основан монастырь Уэхоцинго, монахи францисканцы повели процесс крещения индейцев. Между 1540 и 1560 был основан ряд монастырей числом 12. Вслед за францисканцами сюда прибыли монахи августинцы, которые построили ещё 4 монастыря. В 1526 была основана епархия. Изначально она базировалась в Юкатане, но в конце концов переехала в Тласкалу, а в 1550 в Пуэблу.
В XVIII в. Пуэбла была признана житницей Новой Испании за качество пшеницы и муки. Сотни мельниц было установлено вдоль берегов Атояка, а излишки продукции отправлялись в Вест-Индию и Центральную Америку. Овцеводство способствовало развитию текстильной промышленности. Параллельно развивались и другие отрасли промышленности, например производство хлопчатобумажных тканей, мыла, головных уборов, кожи, меди и железа.
В 1783 году королевское правительство разделило в административном отношении Новую Испанию на интенденсии (intendencias) или провинции, центром одной из них и стала Пуэбла. Первым губернатором Пуэблы стал М. де Флон, граф Ла Кадена (Manuel de Flon, conde de la Cadena). Первоначально эта провинция включала и Тласкалу, но последняя была выделена в 1793. Другие части были, в конечном итоге, выделены и объявлены провинциями (а позже штатами), такими как Мехико, Герреро и Веракрус.
Во время Мексиканской войны за независимость город Пуэбла остался верным королевской власти, посылая войска для его защиты во время битвы у Монте де лас Крусес против восставших под руководством священника М. Идальго (Miguel Hidalgo y Costilla). Церковные власти в Кафедральном соборе отлучили священников инсургентов. Сражения проходили в Исукаре и Чиаутле. Большая часть южной части провинции находилась в руках восставших. Затем они взяли столицу и северные районы.

### Период независимости
После достижения Мексикой независимости в 1821 году первым губернатором провинции Пуэбла стал К. Гарсиа Арриага (Carlos García Arriaga). После принятия Мексикой федеральной конституции в 1824 Конгресс принял первую конституцию Штата Пуэбла. А первым губернатором штата стал М. Гомес Педраса (Manuel Gómez Pedraza y Rodríguez). Новый штат был первоначально разделён на 21 часть. Испанцы были изгнаны из штата в 1827 году.
В остальное время XIX в. штат развивался экономически посредством промышленности. Первая механизированная текстильная фабрика была основана в 1831 г., а вскоре были открыты ещё 17 фабрик.
Прогресс был прерван осадой Санта Анны в 1845 и двумя годами позже, когда американцы под командованием генерала У. Скотта (Winfield Scott) взяли город Пуэблу на пути к Мехико. Американцы оставили город через три года. Большую часть остальных лет 19 в. в штате бушевали гражданские беспорядки, такие как восстание Ф. Ортеги (Francisco Ortega) против федерального правительства, Война за Реформу и французская интервенция. Последняя спровоцировала битву у Пуэблы 5 мая 1862 года, когда 6000 французских солдат атаковали форты Лорето и Гуадалупе, но были отбиты войсками под командованием Игнасио Сарагосы. Сарагоса умер через несколько месяцев после этой битвы. Однако, чуть больше чем через год, 17 мая 1863 года город всё же был взят французами после трёхмесячной осады. Однако, Французы и их консервативные мексиканские союзники с падением Второй Мексиканской империи были в 1867 изгнаны из штата.
С этого времени и до Мексиканской революции 1910—1917 в Пуэбле был осуществлён ряд важных инфраструктурных проектов. Одним из них была постройка в 1873 железной дороги Пуэбла — Веракрус и открытие Учительского колледжа (Escuela Normal para Profesores) в 1879. В 1907 была построена первая ГЭС в Некаксе.
Тем не менее, экономическая политика правительства вызвала массовые беспорядки, которые начались с забастовки рабочих. Непосредственно против режима президента П. Диаса (Porfirio Díaz), который установил в стране диктаторский режим, выступал Анти-переизбирательный клуб (Club Antireeleccionista) основанный в 1909 во главе с А. Серданом (Aquiles Serdán). В ноябре 1910, после длительной слежки, правительственные войска напали на дом Сердана в Пуэбле и убили Акилеса и его брата Максимо. По этой причине считается, что это убийство было первым сражением Мексиканской революции. В 1912 Освободительная Армия Юга взяла ряд общин в штате. В 1914 они были отбиты войсками, верными В. Каррансе (Venustiano Carranza), которые взяли столицу штата. Тем не менее, сторонники Сапаты удерживали власть на протяжении всей войны.
В 1917 году была принята новая конституция штата. Одной из последних стычек войны произошла в Альхибисе (Aljibes, Puebla) в мае 1920, когда войска А. Обрегона (Álvaro Obregón) атаковали силы Каррансы. Вскоре после этого Карранса был убит Тласкалантонго (Tlaxcalantongo) в горах Сьерра Норте де Пуэбла.
Послевоенные годы характеризовались нестабильностью. Губернаторство часто переходило из рук в руки. Несмотря на это, в течение этого десятилетия был открыт Университет Пуэблы (Universidad de Puebla). В 1929 к власти пришла право-социалистическая Институционно-Революционная партия (PRI), кандидат от которой Л. Анреу Альмасан (Leónides Andreu Almazán) стал новым губернатором штата. С приходом к власти губернатора Г. Диаса (Gustavo Díaz Ordaz) в 1942 пришло время политической стабильности. Со времени мексиканской революции город Пуэбла и пригороды стали одними из наиболее промышленно развитых районов страны. Его положение рядом с Мехико и побережьем Мексиканского залива по-прежнему является важным преимуществом. В 1987 исторический центр Пуэблы был назван объектом Всемирного наследия ЮНЕСКО.
В 1998 году в штате было введено чрезвычайное положение из-за обширных 122 лесных пожаров, в результате которых пострадали 2998 га земли в течение всего двух недель. Многие из пожаров начались с пожаров на сельскохозяйственных землях в результате сильной жары и засухи. В 1999 сильное землетрясение нанесло серьёзный ущерб на большей части штата, а особенно в историческом центре Пуэблы. Штат был объявлен зоной бедствия. В 2011 году с избранием губернатором кандидата от консервативной партии Национального Действия (PAN) Рафаэля Морено, закончилась 80-летняя монополия на власть социалистов из PRI.

## Административное деление
В административном отношении делится на 217 муниципалитетов.